# Бурбарини, Дейфебо
Дейфебо Бурбарини (итал. Deifebo Burbarini; 1619, Сиена — 4 марта 1680, Сиена) — итальянский живописец периода барокко сиенской школы. Ученик Рафаэлло Ванни. Работал в основном в провинциях Сиены и Рима, специализируясь на алтарных образах.

## Биография
Ранние произведения художника были обнаружены в Сиене в 1640 году и стилистически близки картинам Рутилио Манетти. Документальные свидетельства о пребывании Бурбарини в Сиене в 1650—1664 годах отсутствуют, поскольку он, вероятно, активно работал в Риме. Среди его самых известных произведений следует отметить «Явление Святой Екатерины Святой Розе Лимской», расположенное в Капелла делле Вольте (Cappella delle Volte) базилики Сан-Доменико в Сиене.
Художник скончался в Сиене, был похоронен в капелле Сан-Герардо базилики Сан-Франческо, расположенной в Контрада-дель-Бруко.

## Галерея

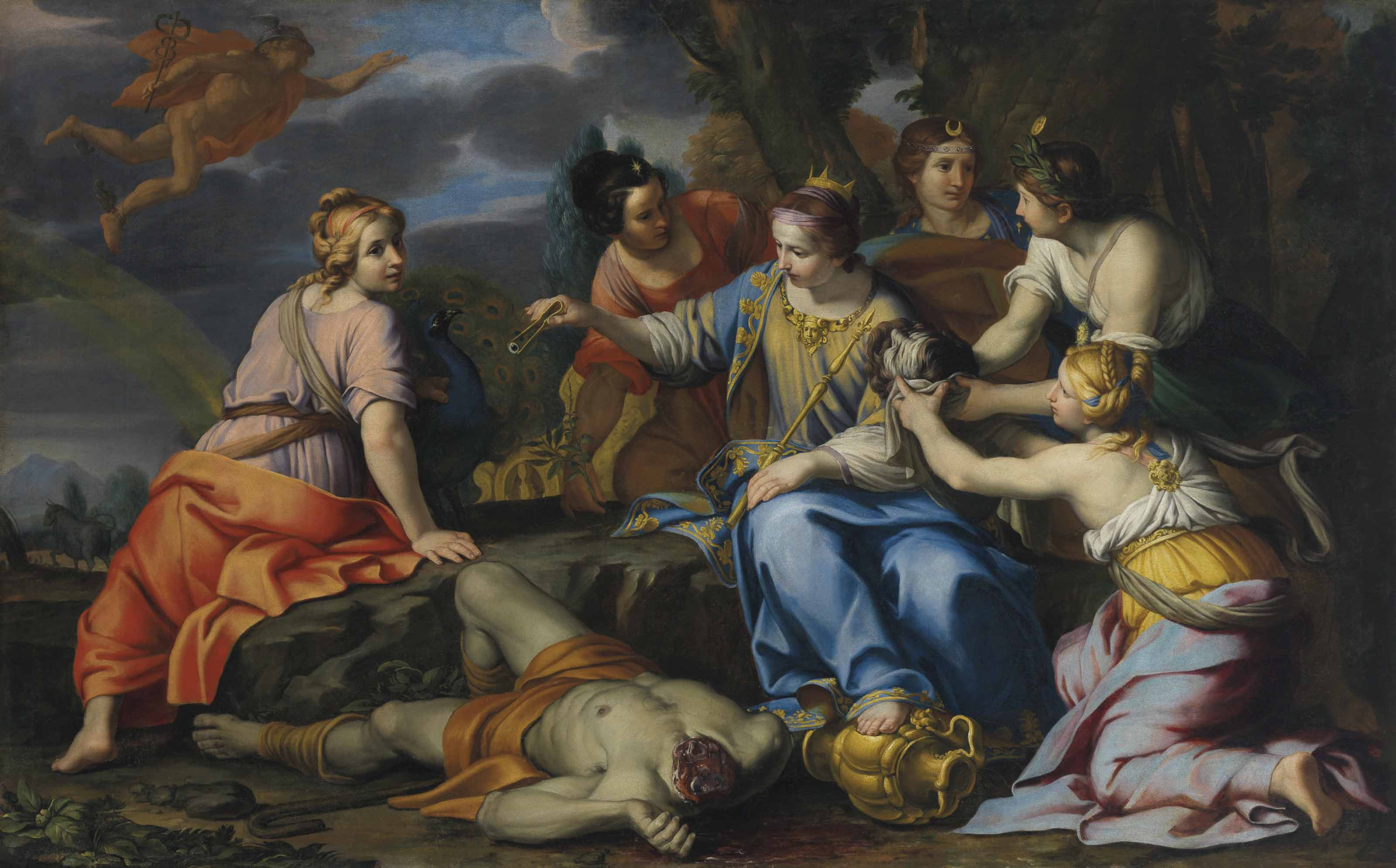
Юнона помещает глаза Аргуса на хвост павлина. Холст, масло. Частное собрание
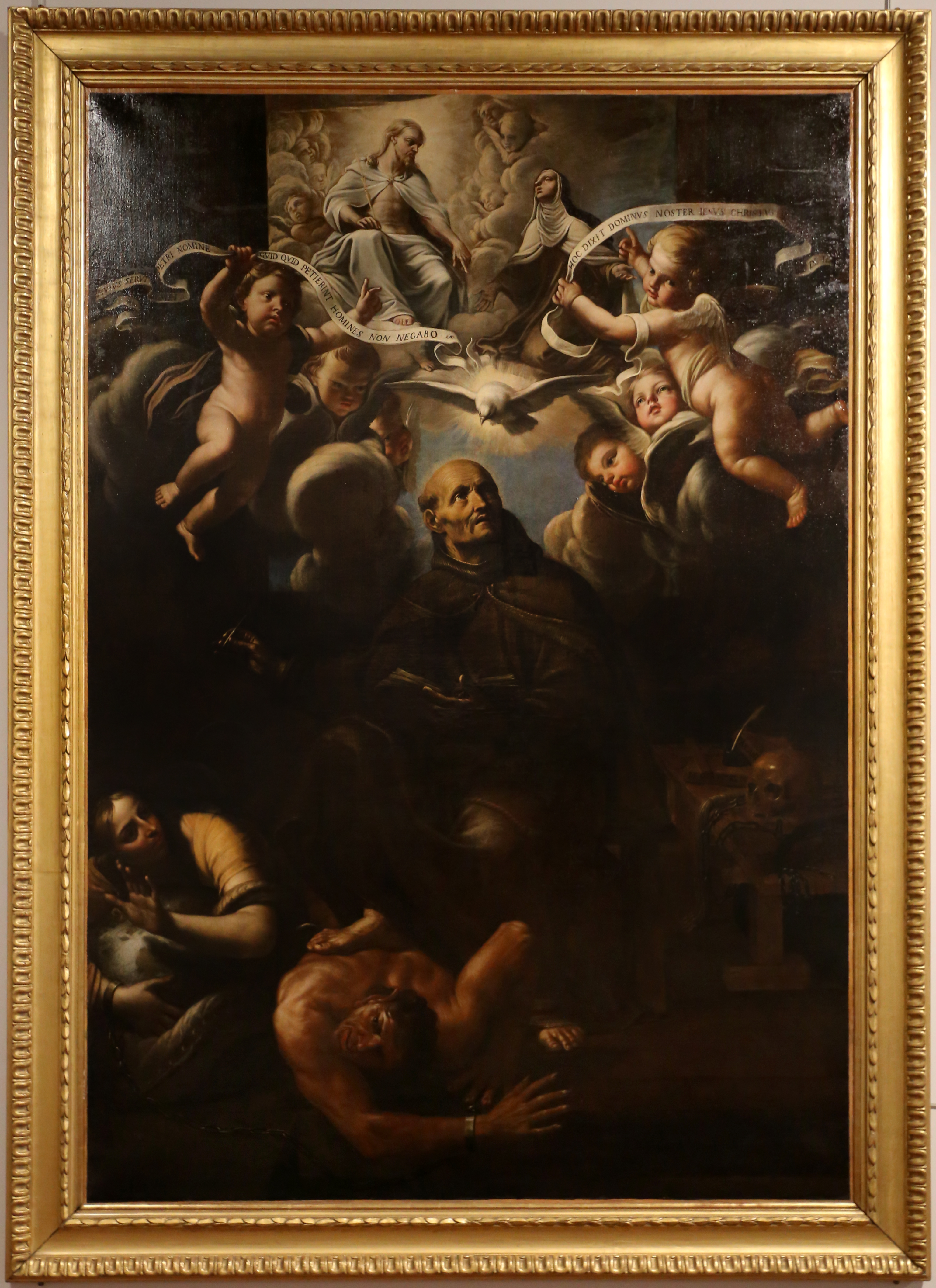
Видение Святого Петра Алькантарского. Холст, масло. Музей Феша, Аяччо, Корсика
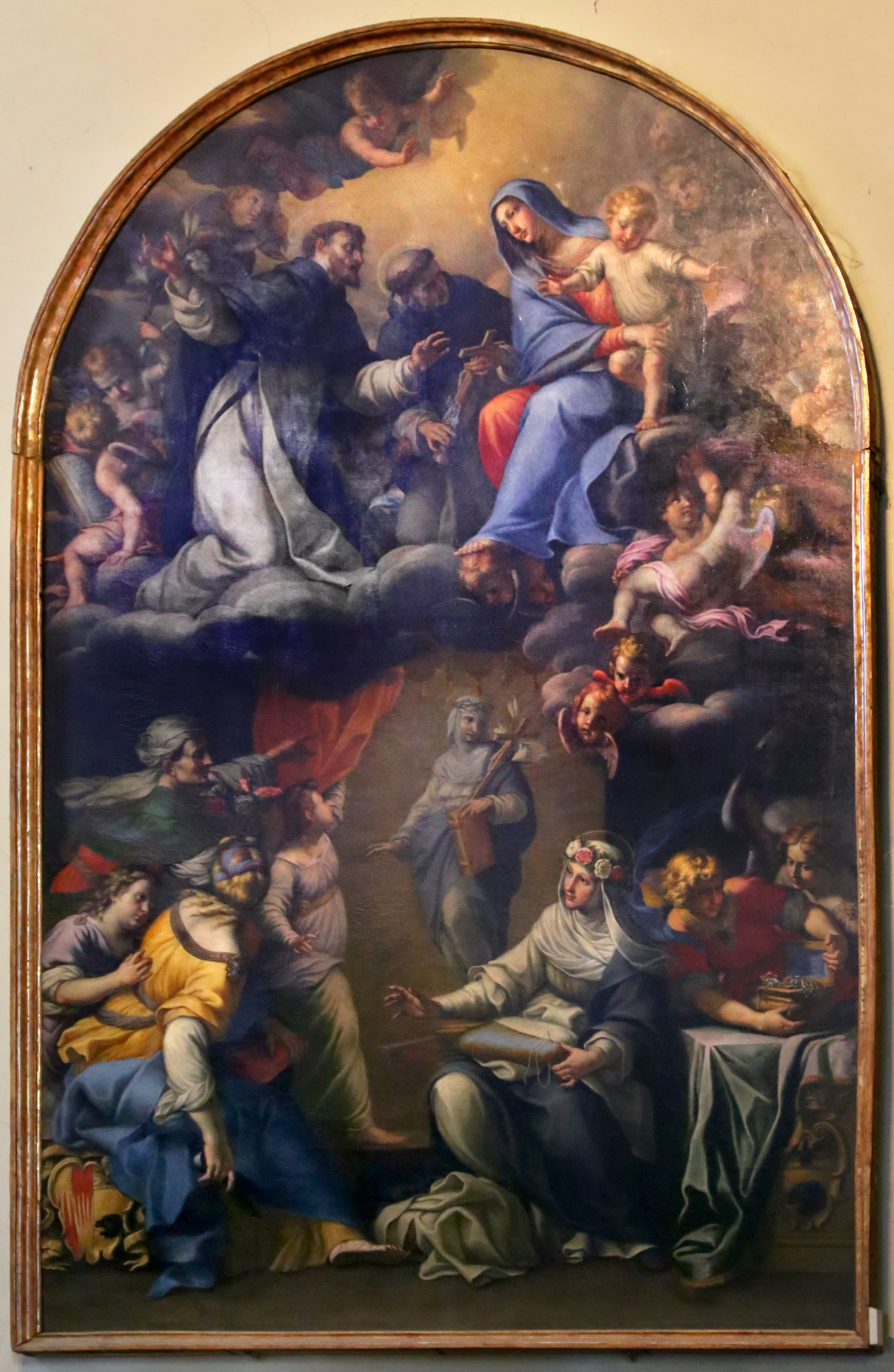
Видение Святой Розы Лимской Святой Екатерине. Холст, масло. Базилика Сан-Доменико, Сиена
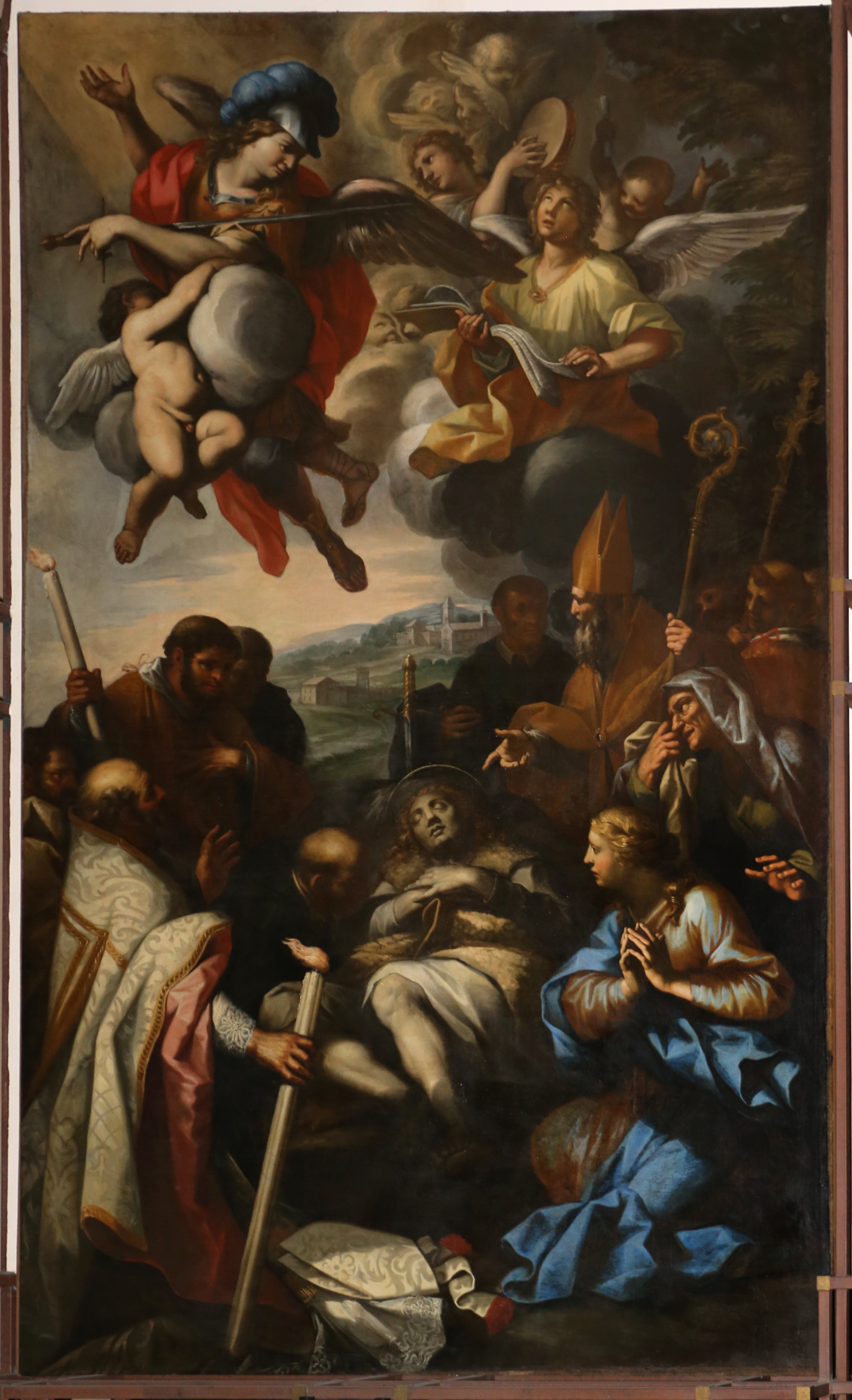
Смерть Святого Гальгано. 1650. Холст, масло. Базилика Сан-Франческо, Сиена